# دين إم. غيليسبي
دين إم. غيليسبي هو سياسي أمريكي، ولد في 3 مايو 1884 في سالينا في الولايات المتحدة، وتوفي في 2 فبراير 1949 في بالتيمور في الولايات المتحدة. نشط حزبياً في الحزب الجمهوري. وقد انتخب عضو مجلس النواب الأمريكي ‏.